# Alexandra Dulgheru
Alexandra Dulgheru (Bucarest, 30 de maig de 1989) és un jugadora de tennis romanesa.

## Biografia
El seu pare Dumitru és pilot i la seva mare Doina, coordinadora d'aviació. Té una germana anomenada Bianca que és ajudant de direcció d'hotel.
Ha estudiat economia a l'Academia de Studii Economice de Bucarest.

## Palmarès: 2 (2−0)

### Individual: 3 (2−1)
| Llegenda                                  |
| ----------------------------------------- |
| Grand Slam (0−0)                          |
| WTA Tour Championships / WTA Finals (0−0) |
| Premier Mandatory (0−0)                   |
| Premier 5 (0−0)                           |
| Premier (2−0)                             |
| International (0−1)                       |

| Títols per superfície |
| --------------------- |
| Dura (0−1)            |
| Gespa (0−0)           |
| Terra batuda (2−0)    |

| Resultat   | Núm. | Data               | Torneig                | Superfície   | Oponent            | Marcador         |
| ---------- | ---- | ------------------ | ---------------------- | ------------ | ------------------ | ---------------- |
| Guanyadora | 1.   | 23 de maig de 2009 | Varsòvia, Polònia      | Terra batuda | Alona Bondarenko   | 7−6(3), 3−6, 6−0 |
| Guanyadora | 2.   | 23 de maig de 2010 | Varsòvia (2)           | Terra batuda | Zheng Jie          | 6−3, 6−4         |
| Finalista  | 1.   | 8 de març de 2015  | Kuala Lumpur, Malàisia | Dura         | Caroline Wozniacki | 6−4, 2−6, 1−6    |

### Dobles: 2 (0−2)
| Llegenda                                  |
| ----------------------------------------- |
| Grand Slam (0−0)                          |
| WTA Tour Championships / WTA Finals (0−0) |
| Premier Mandatory (0−0)                   |
| Premier 5 (0−0)                           |
| Premier (0−0)                             |
| International (0−2)                       |

| Títols per superfície |
| --------------------- |
| Dura (0−1)            |
| Gespa (0−0)           |
| Terra batuda (0−1)    |

| Resultat  | Núm. | Data                 | Torneig              | Superfície   | Parella              | Oponents                                 | Marcador |
| --------- | ---- | -------------------- | -------------------- | ------------ | -------------------- | ---------------------------------------- | -------- |
| Finalista | 1.   | 26 d'octubre de 2010 | Taixkent, Uzbekistan | Dura         | Magdaléna Rybáriková | Alexandra Panova Tatiana Poutchek        | 3−6, 4−6 |
| Finalista | 2.   | 21 de juliol de 2013 | Båstad, Suècia       | Terra batuda | Flavia Pennetta      | Anabel Medina Garrigues Klára Zakopalová | 1−6, 4−6 |

## Trajectòria

### Individual
| Open d'Austràlia | A   | A   | 1R    | 1R    | 1R  | A   | Q2  | 1R    | 2R  | A   | Q3  | 0 / 5   | 1 – 5   |
| Roland Garros | A   | A   | 3R    | 2R    | A   | A   | Q2  | 2R    | 1R  | Q1  | 2R  | 0 / 5   | 5 – 5   |
| Wimbledon | A   | A   | 3R    | 2R    | A   | A   | Q2  | 1R    | A   | A   | 2R  | 0 / 4   | 4 – 4   |
| US Open | A   | 1R  | 3R    | 2R    | A   | 2R  | 2R  | 1R    | A   | A   | Q3  | 0 / 6   | 5 – 6   |
| Total Victòries−Derrotes | 0–0 | 6–5 | 33–24 | 13–20 | 1–7 | 4–8 | 5–6 | 12–17 | 3–9 | 2–1 | 1–1 | 80 – 98 | 80 – 98 |
| Rànquing a final d'any | 385 | 51  | 29    | 70    | 238 | 157 | 105 | 57    | 280 | 193 | 148 |         |         |
| Llegenda: G: Guanyadora; F: Finalista; SF: Semifinalista; QF: Quarts de final; Q: Qualificació; A: Absent; RR: Round Robin; |     |     |       |       |     |     |     |       |     |     |     |         |         |